# 2694 Pino Torinese
2694 Pino Torinese eller 1979 QL1 är en asteroid upptäckt 22 augusti 1979 av den svenske astronomen Claes-Ingvar Lagerkvist vid La Silla-observatoriet. Asteroiden har fått sitt namn efter den italienska orten Pino Torinese där Turin-observatoriet är beläget.